# Tomáš Holý
Tomáš Holý (17. března 1968 Praha – 8. března 1990 Polevsko) byl český dětský herec. Byl nejznámější českou dětskou filmovou hvězdou. Na filmovém festivalu v Monte Carlu v roce 1979 jej porota nazvala nejlepším dětským hercem od dob Shirley Temple Blackové.

## Životopis

### Kariéra
V roce 1976 natáčel režisér Oldřich Lipský známou komedii Marečku, podejte mi pero! Potřeboval dětského herce pro jeden malý záběr: Malý školák vejde do třídy a podá učiteli chemie vzkaz od ředitele školy. Dětský herec, kterého sehnala produkce, ale onemocněl a režisér Lipský se obrátil na svůj štáb: „Pokud někdo znáte malého kluka, který dokáže říct tři věty a neroztřese se před kamerou, přiveďte ho“. Přihlásil se Tomášův strýc, který ve štábu pracoval jako rekvizitář. Příštího dne přivedl svého synovce Tomáše Holého, bylo mu tehdy jen 7 let. Tomáš nejenom, že dokázal říct své tři věty a neroztřásl se před kamerou, ale dodal záběru tu správnou náladu – starý profesor se náležitě upatlal Tomášovým bonbónem a pak se přilepil k papírovému lístku se vzkazem. Navíc si dokázal během jediného dne získat sympatie celého štábu. Není divu, že Oldřich Lipský na malého Tomáše nezapomněl. Obsadil ho do svého dalšího filmu, hudební komedie pro děti Ať žijí duchové! Role sice nebyla velká, ale žádný divák ji nemohl přehlédnout, protože Tomáš měl několik výrazných projevů, které jsou snadno postřehnutelné a natolik výrazné, že si je většina diváků zapamatuje a zařadí si je mezi „hlášky“ tohoto filmu.
Koncem stejného roku hledala režisérka Marie Poledňáková malého herce pro svůj nový film Jak vytrhnout velrybě stoličku (1977). Konkurzu se tehdy zúčastnilo asi 160 dětí a zase pomohla náhoda. Tomáš nebyl nijak přehnaně hezký, odstávaly mu uši, paní režisérka si ho moc nevšímala a málem tak připravila národ o rozeného baviče. Když zkouška končila, najednou se rozlétly dveře a Tomáš se vrátil. Nemluvil, jen gestem naznačil, že si tam zapomněl čepici a zašklebil se na paní režisérku. Ta si ho pozvala na užší kamerové zkoušky. Všechny děti dorazily v pořádku, jen Tomáš byl mokrý od sněhu tak, že ho dvě asistentky musely sušit. Na kamerových zkouškách bylo asi 12 kluků, kteří prošli užším výběrem konkurzu a také filmoví rodiče František Němec a Jana Preissová. Marie Poledňáková s každým z dětí natočila zkušební záběr a pak se zeptala „rodičů“, kterého kluka by si přáli. Oba si jednohlasně vybrali Tomáše Holého. S dospělými herci mluvil úplně přirozeně, jako by to byli kamarádi ze třídy. Když jej přivedli do rozpaků, tak se začal plést, třeba „oženit se“ a „vdát se“ a vzápětí se opravoval. Marie Poledňáková nezatěžovala dětské herce nějakými zbytečnostmi ve scénáři. Nemuseli se učit texty, jenom jim řekla o čem záběr je. Tomáš měl privilegium, že se nemusel striktně držet scénáře. Stačilo jí, když zahrál požadovanou situaci tak, jak to cítil on sám. Příkladem takového záběru je například obalování řízků pro školníka. To opravdu ve scénáři nebylo – je to Tomášova vlastní improvizace na dané téma. Stejně tak slavný záběr s puntíkovaným šátkem a bolavým zubem. Tomáš se během natáčení v Krkonoších doslova zamiloval do svého filmového tatínka Františka Němce. Po návratu z hor následoval jako první právě záběr se šátkem. Marie Poledňáková napovídala Tomášovi, že František Němec je podrazák, který se na něj vykašlal. Takže Tomáš se opravdu rozzlobil a začal skutečně trucovat. Ne ovšem na filmového tátu, ale na paní režisérku.
Pokračování Jak dostat tatínka do polepšovny (1978) vlastně vyprovokoval sám štáb. V závěru natáčení celý štáb fantazíroval o tom, jak by se příběh rozdělené a znovu spojené rodiny mohl dále vyvíjet. Marie Poledňáková zvedla vhozenou rukavici a za necelý rok napsala další scénář.
Filmoví pedagogové se často dívají na dětské herectví s úsměvem a za pravé herectví ho nepovažují. Říkají, že dítě vlastně hraje jen samo sebe. V případě Tomáše Holého to určitě neplatí. „Většinu záběrů zahrál na první dobrou klapku. Hrálo se mi s ním lépe než s většinou mých dospělých kolegů z divadla,“ řekla po letech filmová maminka Jana Preissová. Marie Poledňáková zase vzpomíná: „Občas se rozesmál uprostřed záběru a měl různé kouzelné brepty a přesmyčky, ale jinak moc záběrů nezkazil. Tomáš byl velmi pozorný a často se zajímal o skladbu záběru, jak bude vypadat. Někdy trval na tom nejdřív vidět záběr ve hledáčku kamery, jestli je to detail nebo celek a pak se teprve postavil před kameru.“ Však také některé jeho brepty ve filmu záměrně zachovala. Jindy se zase ptal: „Bude se to točit vcelku nebo střihem?“ což znamená, zda se nějaká sekvence, například rozhovor, bude točit s jedním nastavením kamery a nebo jestli se bude prostřihávat střídavě na všechny hovořící. Výraz „točit střihem“ mezi českými filmaři zdomácněl a používají ho dodnes. Tomáš rád bavil celý štáb, během cesty na natáčení seděl v autobusu na sedadle pro průvodce, celou cestu nedal mikrofon z ruky a dělal rádio. Nikdy neodmítl podepsat fotografii fanouškům.
Přestože byl úspěšným a oblíbeným dětským hercem, rozhodl se, že se herectví nechce v budoucnu věnovat. „Představa, že jednou budu neúspěšným hercem, je nesnesitelná,“ řekl, když mu bylo 13 let a ukončil filmovou kariéru. Důvody pro jeho rozhodnutí ukončit kariéru, které nejspíš primárně učinil již v 11 letech (poté již jen dokončil nasmlouvané filmové a seriálové projekty), mohou být však i jiné, nebo jich může být více.
Filmy „Velryba“ a „Polepšovna“ měly rekordní sledovanost a byly úspěšné i v dalších 38 zemích světa.
Po natočení svého posledního českého filmu Prázdniny pro psa (1980) a ukončení kariéry se Tomáš věnoval také westernovému ježdění na koni. Na ranči U Zlámané podkovy trávil pak každé prázdniny a koním dal přednost před cestou k moři.
Během natáčení tohoto filmu Tomáš také zachránil život své mladší kolegyni Monice Kvasničkové.
Během natáčení jsme bydleli na ubytovně Rybářského svazu pod Karlštejnem. Odtud nás každý den vozili autobusem na různá filmová místa. Bylo to u řeky a bylo tam moc hezky. Jednou kluci vyrazili na splav. Já, jak jsem říkala, jsem byla taková holka, která si rozuměla spíš s kluky než s panenkami. Pořád jsem lezla po stromech a tak. Tak jsem přece nemohla stát stranou a šla jsem s nimi. Když jsem byla v půlce, tak jsem se rozhlédla. Uvědomila jsem si, jak je to na obě strany daleko a dostala trochu strach. Vtom mi ujela noha a byla jsem tam. Ono se to nezdá, ale v té prohlubni pod splavem je docela silný proud. A já byla tehdy taková hubená. Když to nešlo ven, tak jsem se jen schoulila a čekala, co bude. Zrovna, když jsem přemýšlela o tom, že se asi utopím, objevil se stín. A pak najednou hup, stín dostal konkrétní podobu a jméno. Tomáš Holý tam skočil a vytáhnul mě. On byl hrozně hodný člověk. Ve dvanácti letech sám riskoval svůj život, aby zachránil ten můj.
Tomáš si i v dospělosti uchoval řadu svých povahových vlastností, které jsou tak dobře známy z jeho filmů. Miloval humor, jednou například přemluvil tramvajáka, aby mu za jednu korunu prodal tramvaj, aby kamarádi nemuseli na konečné vystoupit. O jeho skutečné povaze nejlépe vypovídá následující historka: Když se po sametové revoluci otevřely hranice, vybral peníze za své dětské filmové honoráře, které mu rodiče střádali, a dal je svému strýci Janovi, který ho kdysi přivedl k filmu, aby mohl vidět vytouženou Ameriku…
Posledních přibližně šest měsíců Tomášova života byla jeho přítelkyní tehdy začínající zpěvačka Lucie Bílá.

### Úmrtí

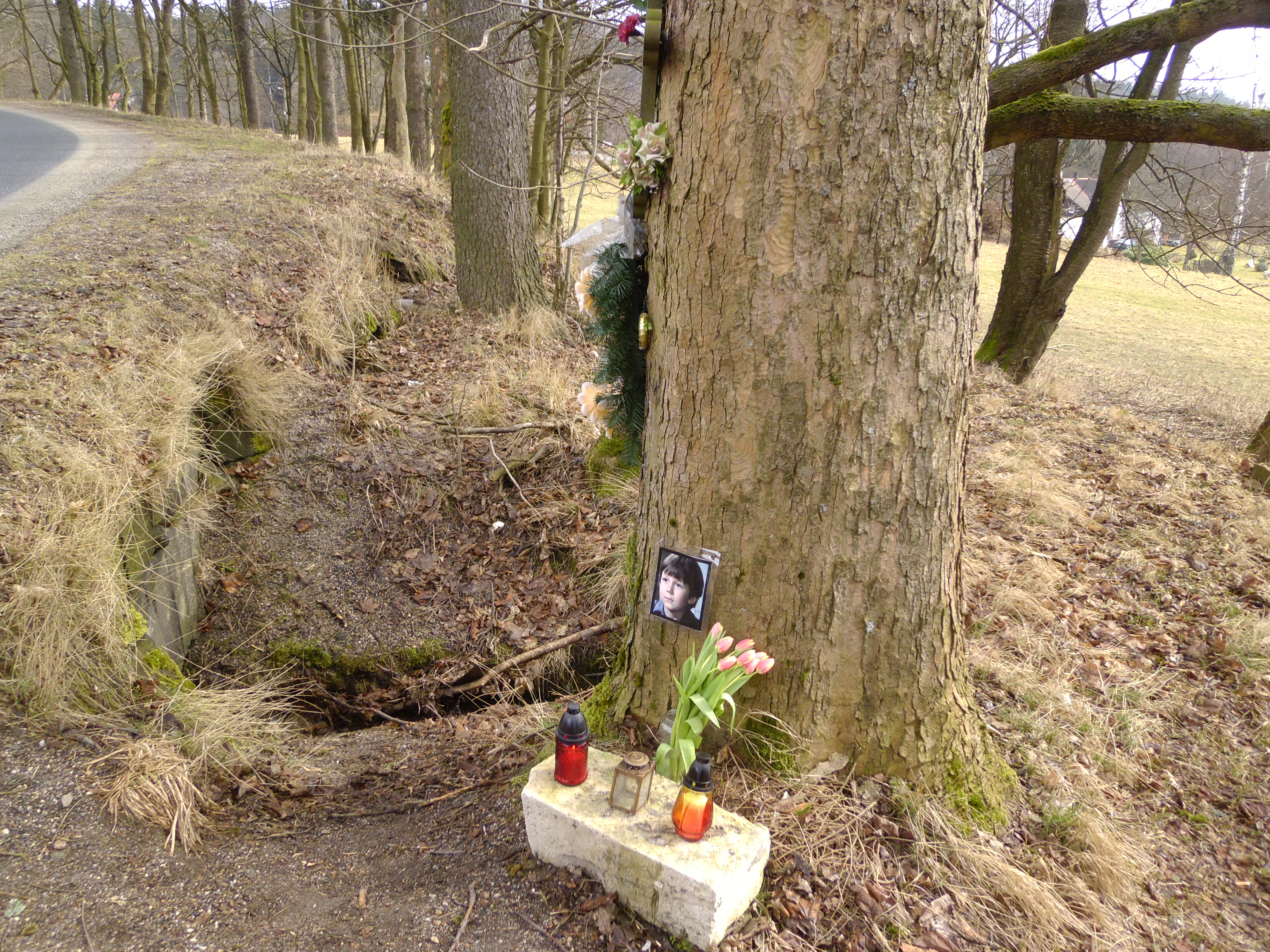
Místo nehody (březen 2015)

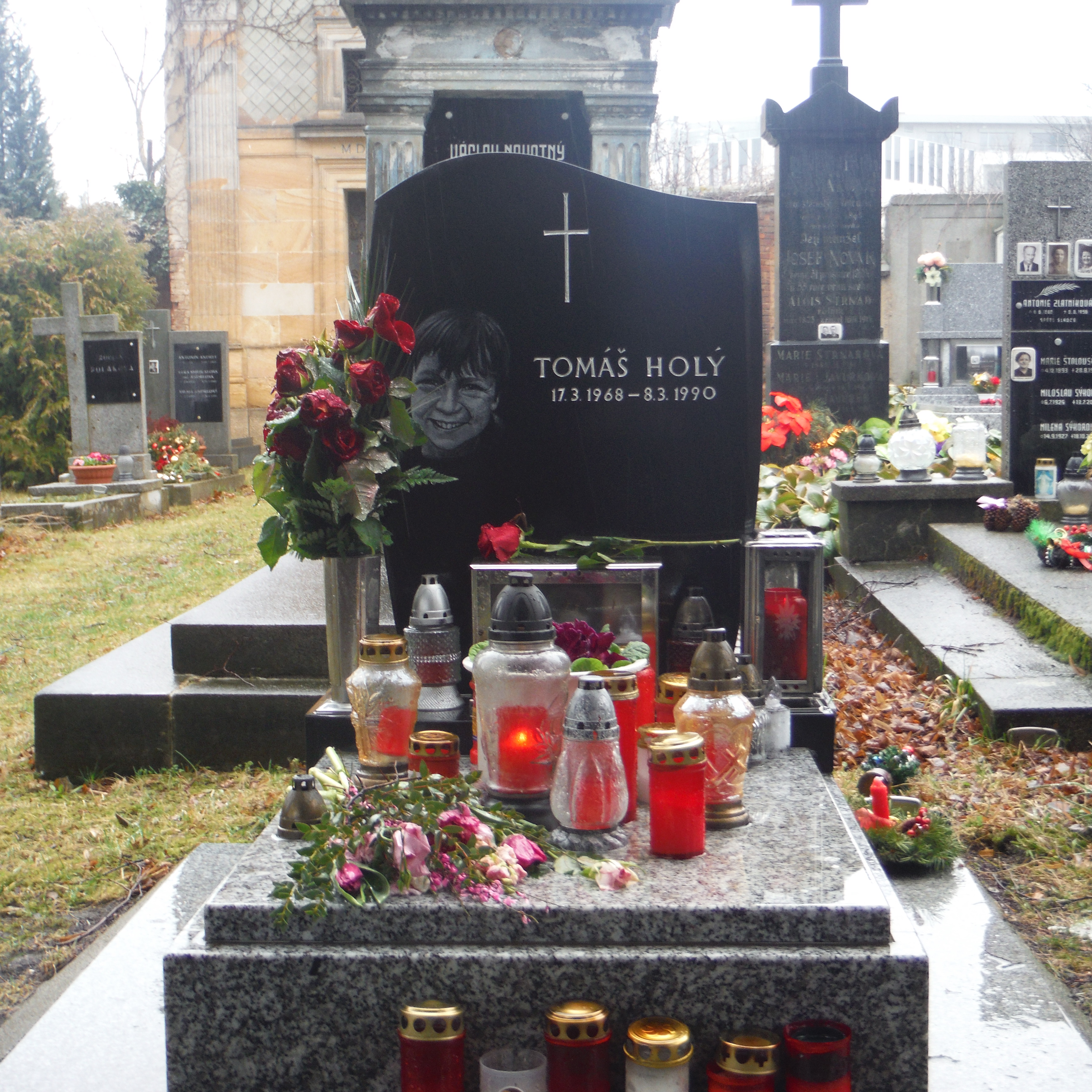
Hrob Tomáše Holého na hřbitově v Klecanech

Po absolvování gymnázia začal studovat práva, ale 9 dní před 22. narozeninami tragicky zemřel při autonehodě na silnici mezi severočeskými obcemi Kytlice a Polevsko.

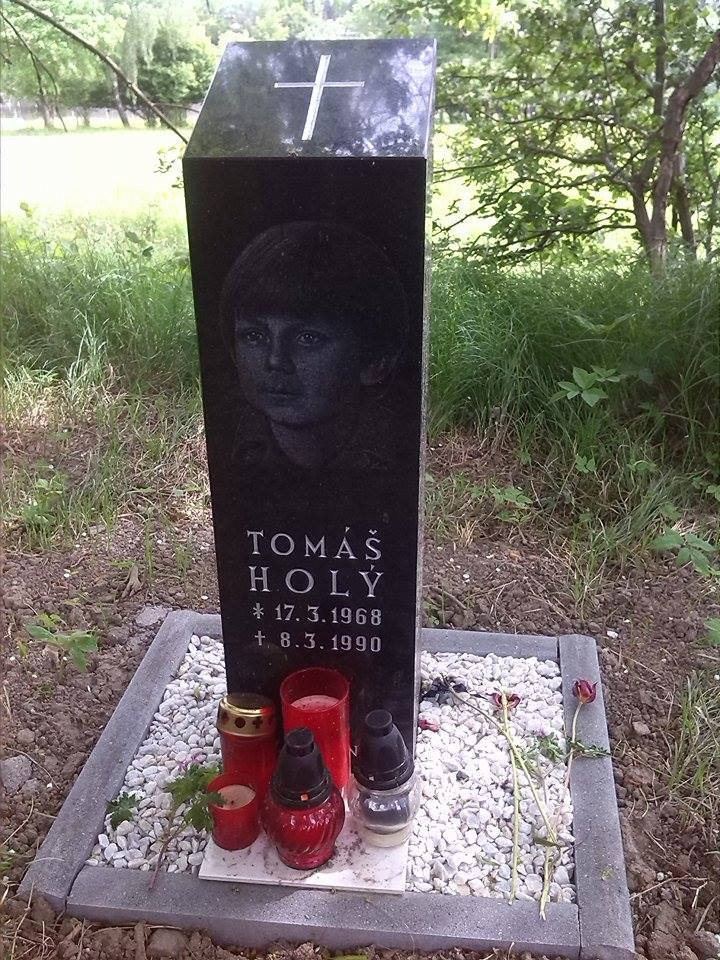
Nový pomník (červen 2015)

Nehoda a její okolnosti jsou popsány podrobně a přesně podle očitých svědků, kamarádů i spolujezdce, který s Tomášem při nehodě jel ve voze, v knize Jmenuju se Tomáš od Oty Karse. Ten byl Tomášův přítel a člověk, který osobně mluvil s velkou částí těch, kteří s Tomášem v ten večer byli a později ho po nehodě vyprošťovali.
Tomáš před jízdou pil – za dobu cca dvou hodin v hospodě v Polevsku, nedaleko chalupy jednoho z Tomášových přátel, vypil prokazatelně několik piv. Tomášovo pití před jízdou naznačil již dříve jeho otec v dokumentu Malá hvězda nezapadá. Tomáš se následně šel s jedním kamarádem projet a při návratu zpátky havarovali 526 metrů od hospody. Byl na místě mrtvý. Vyprošťující si to však nemysleli, a proto ho odvezli s pomocí náhodně kolemjedoucího vozu do Nového Boru, kde na noční pohotovosti tamní polikliniky lékař konstatoval smrt.
Další příčiny nehody je možné také hledat především v povětrnostní situaci v kombinaci s vlastnostmi vozu. Silnice má v okolí nehody sklon kolem 14 procent, stejně jako například pražská ulice U Rajské zahrady (známá z filmů Vrchní, prchni a Prázdniny pro psa). Samotná zatáčka je poměrně prudká. Přes den panovaly tehdy teploty mírně nad nulou a z kopce tekla voda z tajícího sněhu. Po setmění klesla teplota těsně pod bod mrazu a vytvořila se hladká ledovka. Při jízdě ze svahu pak pravděpodobně došlo při brzdění před zatáčkou k přetáčivému smyku, kterým byly vozy Škoda 120 proslulé.
V roce 2015 mu na místě tragické nehody nechal Hynek Charous z Brna postavit pomník. Tomášův otec nechal v roce 2001 upravit na hřbitově v Klecanech hrob svého syna.

## Pocta
V roce 2006 se Tomáš stal držitelem vůbec první hvězdy na zlínském chodníku slávy. V roce 2013 o něm natočila Česká televize dokument s názvem Malá hvězda nezapadá.
V roce 2017 Tomášův spolužák Ota Kars napsal na podnět Tomášova tatínka biografii Jmenuju se Tomáš. Kniha získala cenu čtenářů na Magnesia Litera 2018 a cenu čtenářů na Český bestseller za rok 2017. Kniha obsahuje kompletní seznam i popis všech Tomášových rolí, míst kde se natáčelo apod., ale především řadu nových, či upřesněných a vždy ověřených faktů o celém životě Tomáše Holého. Ke knize svými svědectvími a rozhovory s autorem přispělo více než 26 Tomášových nejbližších z různých období jeho života, včetně tatínka Tomáše pana Václava Holého, či z těch nejznámějších např. Lucie Bílá. Kniha Jmenuju se Tomáš obsahuje také velmi rozsáhlou obrazovou přílohu plnou osobních i filmových fotografií, dokumentů a dalšího, které poskytla řada lidí, především pak tatínek Václav Holý a sám autor. Přesto, že kniha vyšla až 26. listopadu 2017, stala se jednou z nejprodávanějších českých knih toho roku. I to dokazuje stálou oblíbenost Tomáše Holého.
V roce 2019 napsal Tomáš Franke knihu Tomáš Holý – Jak jsem točil filmy. Je to podrobný průvodce Tomášovou filmovou kariérou, včetně míst natáčení a vzpomínek pamětníků.
V červnu 2021 vyšel grafický román od Oty Karse a výtvarnice Kristýny Plíhalové V hlavní roli Tomáš Holý. Kniha originálně zpracovává primárně Tomášův životní příběh propojený se životem jeho maminky a blízkých a pod povrchem vykresluje, jak těžké je zůstat sám sebou pod tlakem slávy a očekávání druhých. Tomáš Holý prožil většinu svého života v domě č. 3 v ulici Petra Rezka v pražských Nuslích, na němž byla 10. 6. 2021 umístěna originální pamětní vzpomínka.

## Zajímavosti

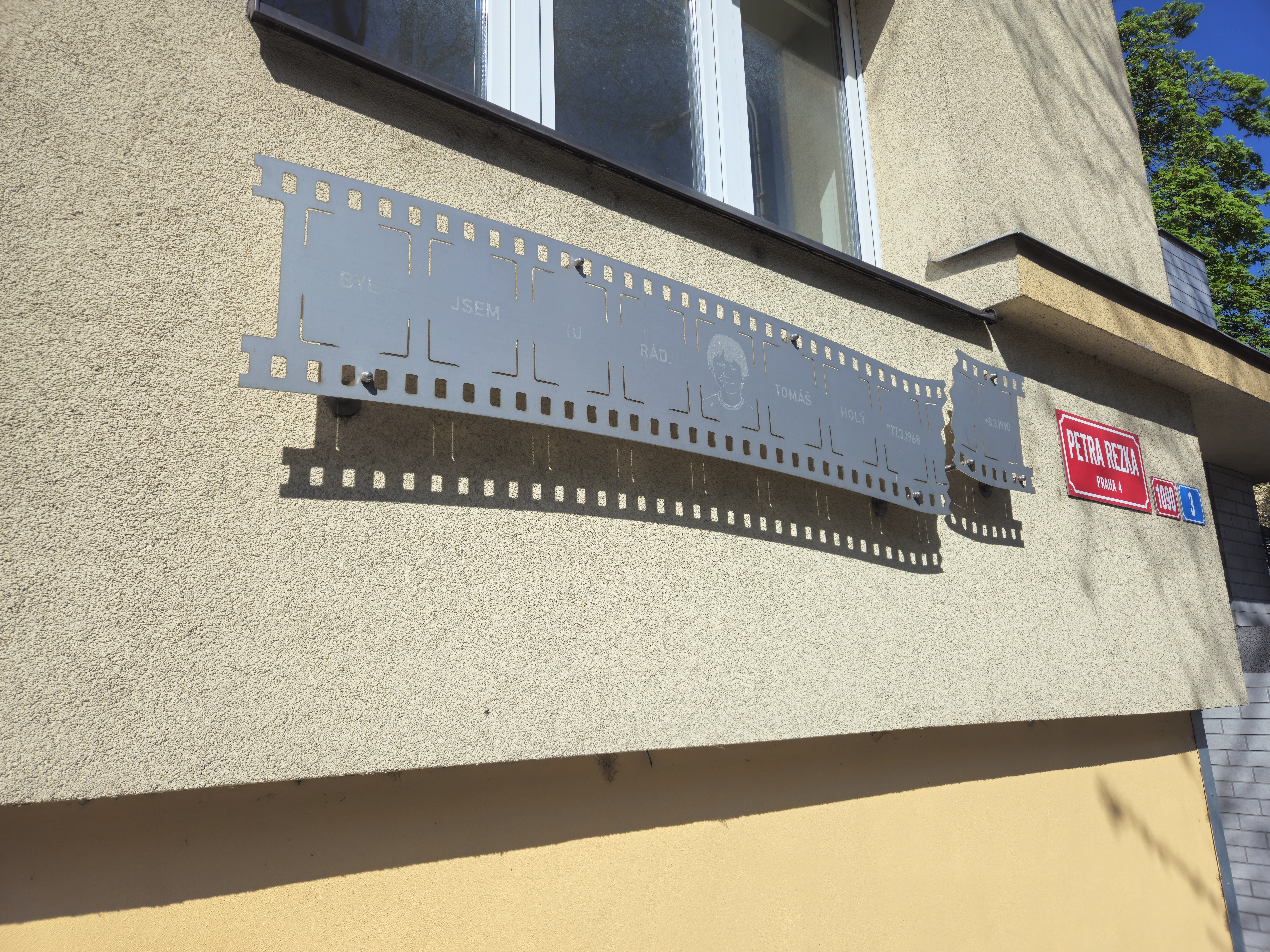
Pamětní deska na domě v Praze - Nuslích. Dům se nachází na ulici "Petra Rezka".

- Tomáš měl původně hrát roli Prdelky ve filmu Zlatí úhoři.[7] Režisér Karel Kachyňa s ním točil film Setkání v červenci, který získal dvě ceny na MFF v Panamě, z toho jednu přímo pro Tomáše, za nejlepší herecký výkon. Proto chtěl Tomáše i pro tento film. Tomáš byl ale na léto 1978 zamluvený už pro dva filmy (Jak dostat tatínka do polepšovny a Na pytlácké stezce), a tak rodiče roli odřekli. Produkce narychlo našla náhradu, kterou byl nynější poslanec Marek Benda. Když byla natočena většina záběrů s ním, tak vyšlo najevo, že je to syn disidenta a signatáře Charty 77 Václava Bendy. To způsobilo nevoli tehdejších funkcionářů na Barrandově. Dali Kachyňovi najevo, že film půjde rovnou do trezoru. Karel Kachyňa se odhodlal k riskantnímu kroku: Všechny záběry s Prdelkou se přetočí. Produkce se opět dala do hledání a našla Martina Mikuláše, který později chodil s Tomášem do stejného ročníku na gymnázium.
- Film Jak dostat tatínka do polepšovny vyvolal pozdvižení na mezinárodním festivalu v Monte Carlu. Odborná porota po projekci prohlásila, že Tomáš Holý je nejlepším dětským hercem od dob Shirley Templové a pořadatelé festivalu na počest Marie Poledňákové uspořádali slavnostní oběd. Film dostal hlavní cenu Zlatá nymfa a cenu Cine del Duca, která se uděluje režisérům do 30 let, přesto, že Marii bylo už 37. Po návratu do Československa se pozlacené sošky zmocnil tehdejší ředitel Československé televize Jan Zelenka. Po jeho odstoupení vlivem sametové revoluce byla soška ukradena a její další osud je neznámý.[1]
- Tomáš měl původně hrát také v rodinném seriálu ze školního prostředí, My všichni školou povinní, a to roli osmáka Luboše Olivy. Rozhodl se však, že se herectví nebude nadále věnovat, a tak roli odmítl.
- Dvojice komedií Jak vytrhnout velrybě stoličku a Jak dostat tatínka do polepšovny měla mít původně třetí pokračování. Jmenovalo se Jak Anděla viděla anděla.[1][7] Anděla je jméno holčičky, se kterou klokan přiletí v březnu. Příběh se odehrává asi 10 let po jejím narození. Scénář vznikal mezi roky 1988–1989. Vznikly nejméně dvě verze scénáře. Marie oslovila Tomáše Holého, nyní už studenta práv. Tomáš už ale nechtěl filmovat, proto vznikla druhá verze scénáře, ve které měl pouze symbolickou roli, v několika málo záběrech. Vašek totiž odjede na námořnickou akademii. Podle svědectví přátel i otce ani tehdy se svojí účastí při natáčení v této symbolické roli, navzdory některým opačným tvrzením, nesouhlasil.[2][4] V březnu 1990 Tomáš Holý tragicky zahynul při autonehodě. Marie projekt opustila a v roce 1996 jej pod stejným názvem vydala knižně. Na žádosti přátel se po roce 2000 k projektu vrátila, podstatně jej přepracovala, a tak vznikl film Jak se krotí krokodýli. Postavu Vaška převzal Jiří Mádl.

## Herecké role

### Film
| Rok  | Titul                            | Role                       | Poznámky |
| ---- | -------------------------------- | -------------------------- | -------- |
| 1976 | Marečku, podejte mi pero!        | žák Matula                 |          |
| 1977 | Jak vytrhnout velrybě stoličku   | Vašek Benda                | TV film  |
| 1977 | Ať žijí duchové!                 | Vendelín Nademlejnský      |          |
| 1978 | Tajemství Ocelového města        | Tomáš, vnuk Dr. Sarrasina  |          |
| 1978 | Setkání v červenci               | David, Klářin syn          |          |
| 1978 | Pod Jezevčí skálou               | Vašek Straka, Strakův vnuk |          |
| 1978 | Muž s orlem a slepicí            | Míra (hlas)                |          |
| 1978 | Miluji Tě!                       | syn Pepánek Hrůza          | TV film  |
| 1978 | Babička je ráda                  | vnouček                    | TV film  |
| 1978 | Jak dostat tatínka do polepšovny | Vašek Benda                | TV film  |
| 1979 | Upír ve věžáku                   | Ladislav Benda             | TV film  |
| 1979 | Smrt stopařek                    | Míša Jaroš (hlas)          |          |
| 1979 | Postavení mimo hru               | František Vacula           |          |
| 1979 | Na pytlácké stezce               | Vašek Straka, Strakův vnuk |          |
| 1980 | Útěky domů                       | Honzík, adoptivní syn      |          |
| 1980 | Za trnkovým keřem                | Vašek Straka, Strakův vnuk |          |
| 1980 | Prázdniny pro psa                | Petr Mráz                  |          |
| 1980 | Anna proletářka                  | Pepík                      | TV film  |

### TV seriály
| Rok  | Titul                                 | Role | Poznámky |
| ---- | ------------------------------------- | ---- | -------- |
| 1982 | Připoutejte se, letíme nad Atlantidou | Mark |          |

### Diskografie
- 1980 – Jednička za dobrou dívanou – Taxmeni/Krajánci (SP) vyšlo i na kompilacích Zlaté hity a Singly
- 1980 – Pohádky z bílého pyžamka – Supraphon (LP) audio kniha pohádek